# Billy Ketkeophomphone
Billy Ketkeophomphone (Champigny-sur-Marne, 24 de março de 1990) é um futebolista profissional francês de origem laosiana que atua como atacante.

## Carreira
Billy Ketkeophomphone começou a carreira no Strasbourg.